# آستین (آرکانزاس)
آستین (آرکانزاس) (به انگلیسی: Austin, Arkansas) یک شهر در ایالات متحده آمریکا با جمعیت ۱٬۰۰۰+ نفر است که در آرکانزاس واقع شده‌است.

## موقعیت جغرافیایی
موقعیت جغرافیایی شهرها و مناطق اطراف به شرح زیر است: